# Emanuel Piaskowy
Emanuel Piaskowy (ur. 2 marca 1991 w Nowym Sączu) – polski kolarz szosowy. Medalista mistrzostw Polski.
Piaskowy występował na szczeblu zawodowym od sezonu 2014, gdy reprezentował grupę ActiveJet Team. W latach 2015–2016 był zawodnikiem izraelskiej grupy Cycling Academy Team, a od 2017 ponownie występował w Polsce, będąc kolarzem Mazowsze Serce Polski do końca sezonu 2020.

## Osiągnięcia
Opracowano na podstawie:

2013
- 1. miejsce w klasyfikacji młodzieżowej Małopolskiego Wyścigu Górskiego

2014
- 3. miejsce w akademickich mistrzostwach świata (start wspólny)[3]

2016
- 2. miejsce w Hets Hatsafon

2017
- 3. miejsce w Szlakiem Grodów Piastowskich
- 1. miejsce w klasyfikacji górskiej Bałtyk-Karkonosze Tour
- 3. miejsce w mistrzostwach Polski (start wspólny)
- 3. miejsce w górskich szosowych mistrzostwach Polski

2020
- 3. miejsce w Tour de Serbie
  - 1. miejsce na 2. etapie